# The Miracle Rider
The Miracle Rider è un serial del 1935 in 15 episodi, diretto da  B. Reeves Eason e da Armand Schaefer con protagonista Tom Mix. Il film - girato all'Iverson Ranch di Chatsworth (Los Angeles)  - fu prodotto dalla Mascot Pictures e uscì nelle sale il 12 aprile 1935. Nei diversi episodi del serial appaiono alcuni dei personaggi più famosi della storia del western, come Davy Crockett, Buffalo Bill e Daniel Boone.

## Trama
Il ranger Tom Morgan si scontra con gli interessi del grande proprietario terriero Zaroff. Costui vuole impadronirsi dei terreni di una riserva indiana, dove si trova un raro minerale: Morgan, difendendo i pellerossa, cerca di fermare Zaroff e di salvare la tribù.

## Produzione
Il film fu prodotto da Nat Levine (non accreditato) e da Barney A. Sarecky (produttore associato) per la Mascot Pictures. Venne girato all'Iverson Ranch di Chatsworth (Los Angeles).

## Distribuzione
Distribuito dalla Mascot Pictures, il serial uscì nelle sale USA il 12 aprile 1935.

### Date di uscita
IMDb
- USA	12 aprile 1935
- Portogallo	25 novembre 1935
- Francia	6 giugno 1947
- Austria	1949
- Germania Ovest	1949

Alias
- Der Feuervogel	Austria
- Le Cavalier miracle	Francia
- O Mistério do X-94	Portogallo
- The Indian Ranger	USA (titolo soggetto originale)
- Tom Mix, der Wunderreiter	Germania Ovest